# 東品川海上公園
東品川海上公園（ひがししながわかいじょうこうえん）は、東京都品川区東品川二丁目・三丁目にある区立公園である。1995年から整備を始め、2007年3月31日全面開園。

## 概要
目黒川が天王洲南運河に注ぎ込む河口部に位置し、二丁目側は天王洲公園、三丁目側は東品川ポンプ場に隣接する。二丁目と三丁目は運河で分かれており、歩道橋であるアイル橋で結ばれている。
全体的に芝生が張られ、鯨型の滑り台や、ジャブジャブ川や噴水などがある。また、運河沿いにはボードウォークが張り出している。ボードウォーク脇にはミッフィーほかディック・ブルーナのキャラクターを象った花壇がある。
浮き桟橋があり、個人利用は出来ないものの手漕ぎボートの発着ができるようになっている。（要問合せ）
さらに東品川ポンプ所の建物も、屋上が公園の一部として整備されており、9時から21時まで一般開放されている。眺めは良く、屋上からは天王洲アイル・レインボーブリッジ・お台場などを見渡せる。
通年入園自由、無料。専用有料駐車場・トイレ・子ども用遊具有り。夜間でも明るめ。

## アクセス
- 京急本線新馬場駅から徒歩約12分。
- りんかい線・東京モノレール天王洲アイル駅から徒歩約10分。
- 都バス品91、深夜07系統、品93系統、井96系統「昭和橋」下車、徒歩約2分。